# 西大和保育園
西大和保育園（にしやまとほいくえん）は、奈良県北葛城郡河合町にある私立の認可保育所。社会福祉法人西大和白鳳会が運営している。
西大和学園中学校・高等学校、白鳳女子短期大学、大和大学、社会福祉法人愛誠会、なかよし保育園と同系列である。
「三つ子の魂百まで」と言われるように、この大事な時期に、心と身体そして豊かな感性を育む教育・保育ができるよう様々な工夫がされている。

## 沿革
- 2010年（平成22年） - 「社会福祉法人 白鳳会」法人認可。
- 2011年（平成23年） - 奈良県北葛城郡河合町に西大和保育園を設立。

## 保育時間
- 通常保育：8時〜16時
- 長時間：7時〜8時、16時〜18時
- 延長保育：18時〜19時

## 定員
- 120名

## 休園日
- 日曜日・祝日・年末年始

## 特徴
- 生後６ヵ月から修学前まで子供たちを預かっている。

## カリキュラム
- 伸び盛りで一番吸収力のある園児に、心・身体・豊かな感性、また、教え込ますのではなく、自身から楽しく学び、勉強することに喜びを感じられる教育をめざされている。

- 特別教育としては、自然を愛し、心を育む「里山あそび」、外国人講師による「活きた英語教育」、幼児期にしか身につかないと言われている「音感やしなやかな感性・創造力(造形活動)」をはじめ、さまざまな事に触れ親しみ、感じ取れる保育をされている。

## 所在地
- 〒636-0081 奈良県北葛城郡河合町星和台1-2-1

## 交通
鉄道
- 近畿日本鉄道（近鉄）田原本線 大輪田駅前スグ。